# Monte San Giusto
Monte San Giusto ist eine italienische Gemeinde (comune) mit 7.464 Einwohnern (Stand: 31. Dezember 2023) in der Provinz Macerata in den Marken. Die Gemeinde liegt etwa 13 Kilometer südöstlich von Macerata am Chienti. Monte San Giusto grenzt an die Provinz Fermo.

## Geschichte
In der römischen Antike ist die Gegend zum ersten Mal mit der Ortsbezeichnung Mons Iustitiæ in Erscheinung getreten.

## Gemeindepartnerschaft
Monte San Giusto unterhält eine Partnerschaft mit der französischen Gemeinde Jœuf im Département Meurthe-et-Moselle.